# Parcham’sche Stiftung
Die Parcham’sche Stiftung zu Lübeck entstand aus dem Nachlass des Lübecker Ratsherrn Henning Parcham († 16. Februar 1602).

## Henning Parcham

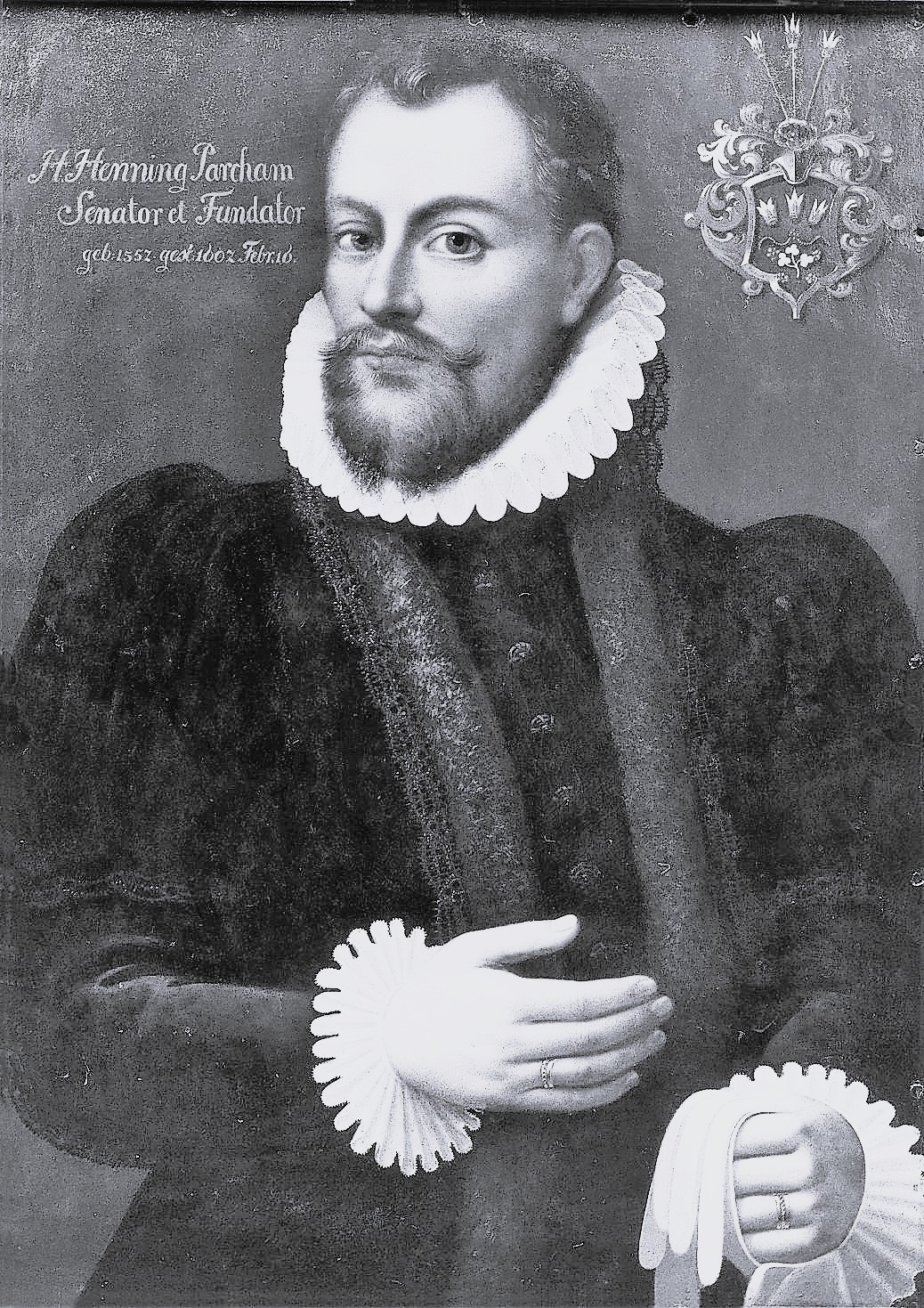
Henning Parcham

### Vorfahren
Seine Vorfahren stammen, wenn die überkommenen Nachrichten stimmen, von dem Rittergeschlecht v. Vermern ab, dessen älteste Vertreter im 14. Jahrhundert als Ritter auf Tonnin auf der Insel Wollin saßen. In die Familie gehört nach dieser Überlieferung auch Dionysius Beggerow, der Prior des Klosters Belbuck a. Treptow a. Rega war. Er gehörte zum engeren Freundeskreis des pommerschen Reformators Johannes Bugenhagen und war der erste Geistliche, der nach der Reformation heiratete, und zwar Dorothea von Manteuffel. Hans von Abtshagen, auch ein Familienmitglied, war Kanzler Herzog Bogislaws IV. von Pommern. In der Ahnenreihe finden sich weitere Bürgermeister, Senatoren und Pfarrer.

### Leben
Henning Parcham wurde im Jahr 1552 in Treptow an der Rega geboren, wo sein Vater Valentin Parcham die Geschicke dieser pommerschen Stadt als Bürgermeister leitete. 1597 wurde er Ratsherr in Lübeck und war 1599 Teilnehmer der Gesandtschaft Lübecks bei König Christian IV. von Dänemark. Nach dem frühen Tod Parchams heiratete seine Witwe Gesche in zweiter Ehe den Lübecker Bürgermeister Alexander Lüneburg. Gesche Lüneburg verw. Parcham starb am 28. Juli 1620 und wurde neben ihrem ersten Gatten beerdigt.

### Nachkommen
Auch wenn Henning Parcham keine Kinder hatte, gibt es bis heute Nachkommen, die in einem Familienregister geführt werden und ihre Stammlinie bis auf den Vater Valentin Parcham und seine Frau Anna von Lebbin gesichert zurückführen können.

### Epitaph und Leuchter in der Marienkirche
Am ersten Pfeiler im Nordschiff der Marienkirche hing ein hölzernes Wappen-Epitaph für Henning Parcham, und darunter lag eine Grabplatte aus Bronze mit den Symbolen der vier Evangelisten an den Ecken und mit der Umschrift:

„Anno 1602 den 16 februaruy Starb der Ehrentuest und wolwiser her Henning Parcham Rathmann dem Godt gnade – Anno 1620 den 28 July Starb die Ehrbare und Tugentsame frawe Gesche Parchams der Godt gnade.“

Das Epitaph verbrannte beim Bombenangriff am Palmsonntag 1942; von der Grabplatte sind Reste erhalten die lange in der Totentanzkapelle gegenüber der Astronomischen Uhr aufgehängt waren. Ein zweiarmiger Messing-Leuchter mit Wappen und der Jahreszahl 1605 hängt heute am fünften südlichen Chorpfeiler vor der Gebetskapelle.

## Stiftung
Die Ehe der Parchams blieb kinderlos. So setzte Henning Parcham kurz vor seinem Tode ein Testament auf, das den Nachlass seines Vermögens regelte.

### Testament

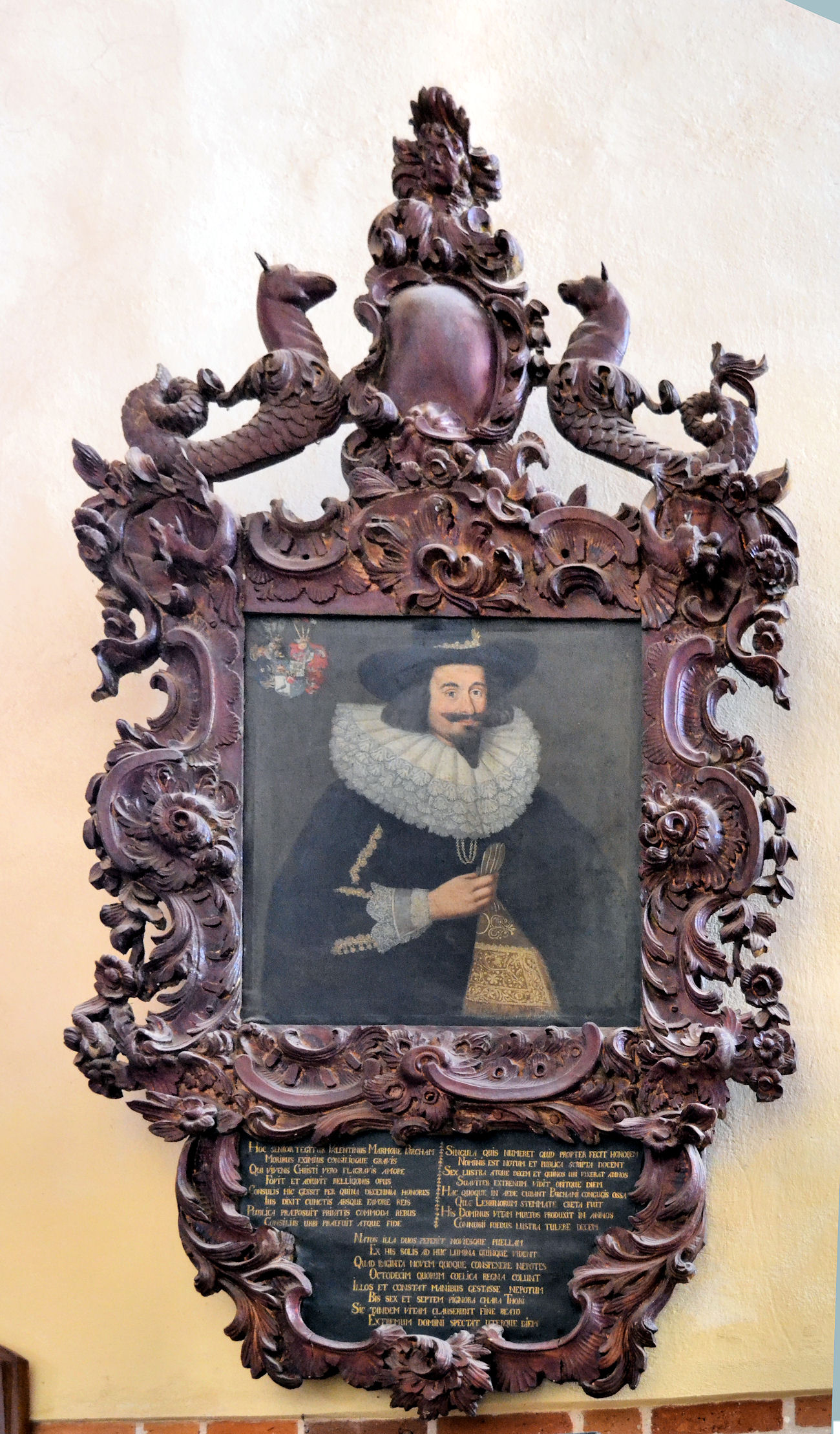
Epitaph des Vaters Valentin Parcham in der Marienkirche von Treptow an der Rega

Nach dem Tode von Henning Parcham wurde am 10. März 1602 sein Testament verlesen und anerkannt.
Dieses Testament lautet:
„Min Dörp Paddelüche söllen mine Testamentarien thome düresten, alß se Können, Vorhüeren, Und wadt Jareliks baven de Unkosten darvon Kamen werdt, solckes soll an Veer Studenten Und an Veer arme Jungfruven Jährlicks gewendet werden, Jedoch allein denselven, so von mihner Fründtschop, so von Sehligen Valtin Parcham, und miener Moeder Annen Lebbins gebohren sin; Und söllen ock desülve, wen Ehre Öldern Verstervven, sick negesttüegen tho laeten schuldig sin. Dar ock miner Fründen Kein Vorhanden, so studeren würden, so soll Datjenige bedt up de tiedt, dat etzliche Vorhanden so studeren, Upgelegt, Und wenn See es nödig, dartho angewendet werden. Solde idt ock na Gades Willen thodragen, dat Keine Fründe von miner Linien als vorgemeldet gebohren, vorhanden syn würden, so soll solckes glickwol an andere Frömbde, na voriger Disposition, Studenten und arme Jungfruwen, na rade miner Testamentarien, uthgedehlt werden. Meine Testamentarien kese ick Franciscum Knöckert, Secretarium; Claws Köler; Jürgen Pawels; und Hinrich Martens; und will so oft iemand von ihnen verstervet, dat alßdann an des Verstorvenen Steede, ein framer Mann uth miner Fründschop weddeerumb in de steede gekohren werden soll, beth dath dith min Testament und letzter Wille gänzlich entrichtet; doch will ick, dat stedes der Pronotarius pro tempore binnen Lübeck, ein Mit=Testamentarius sin sol.“
Laut Testament sollen also junge Männer aus der Familie, wenn sie studieren und junge Frauen, wenn sie heiraten, nach bescheinigter Armut, eine Beihilfe aus der Stiftung bekommen.

### Vorsteher
Drei Mitglieder aus der Familie und ein Lübecker Protonotar, also bis 1848 der dienstälteste Ratssekretär,  sollen diese Stiftung verwalten.

### Ausstattung
Das Grundvermögens der Stiftung besteht aus den Ackerhöfen des Landgutes Padelügge im Weichbild der Stadt Lübeck vor dem Holstentor an der Trave und Ländereien in Holstein. Heute liegt das Gutsgelände direkt an der Autobahnabfahrt Lübeck-Moisling. Die liquiden Mittel der Stiftung bestehen aus den jährlichen Überschüssen der Verwaltung.

### Gut und Herrenhaus Padelügge

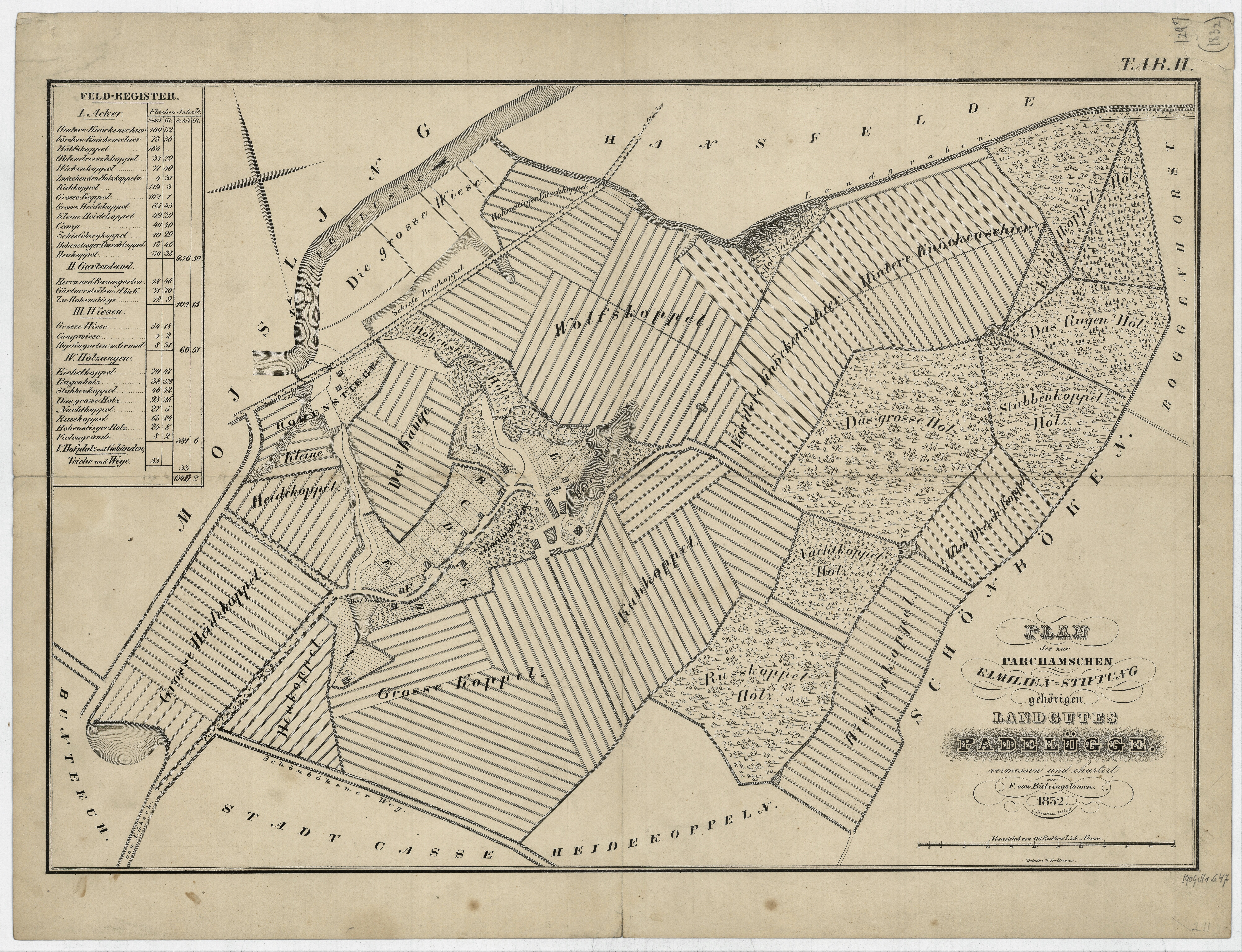
Gut Padelügge, kartiert 1832 von Ferdinand von Bültzingslöwen

Das Gut Padelügge im Stadtteil Buntekuh wird bereits im Lübecker Reichsfreiheitsbrief Kaiser Friedrichs II. von 1226 urkundlich erwähnt und gelangt um diese Zeit aus dem Besitz der Familie Padelügge in den Besitz der Grafen von Schauenburg und Holstein. 1247 veräußern Graf Gerhard I. und Graf Johann I. von Holstein das Gut an die Hansestadt Lübeck, die es 1268 weiterveräußert. Von da an bleibt das Gut bis zum Erwerb durch Henning Parcham im Jahr 1596 in wechselndem Besitz Lübecker Patrizierfamilien. Im Lübecker Kämmereibuch (1316–1338) als padeluche mit 11 Häusern aufgeführt. 1890 umfasste das Gut 193 Hektar Land, 11 Wohnhäuser, 17 Haushaltungen, 99 Einwohner.
Das Herrenhaus in Padelügge musste 1734 durch einen Neubau des Stadtbaumeisters Joseph Wilhelm Petrini († 1747) ersetzt werden. Es dient bis heute als Sitz der Stiftung und wird in den Sommermonaten im Jahreswechsel von den drei Vorstandsmitgliedern aus der Familie bewohnt.
Das Pächterhaus des Gutes fiel 1880 einem Großbrand zum Opfer, bei dem die Lübecker Feuerwehr allerdings das Herrenhaus retten konnte.
Das von der Stiftung verpachtete Gut verfügt auch über weitere Ländereien außerhalb der Stadtgrenzen in Holstein.

### Hohenstiege

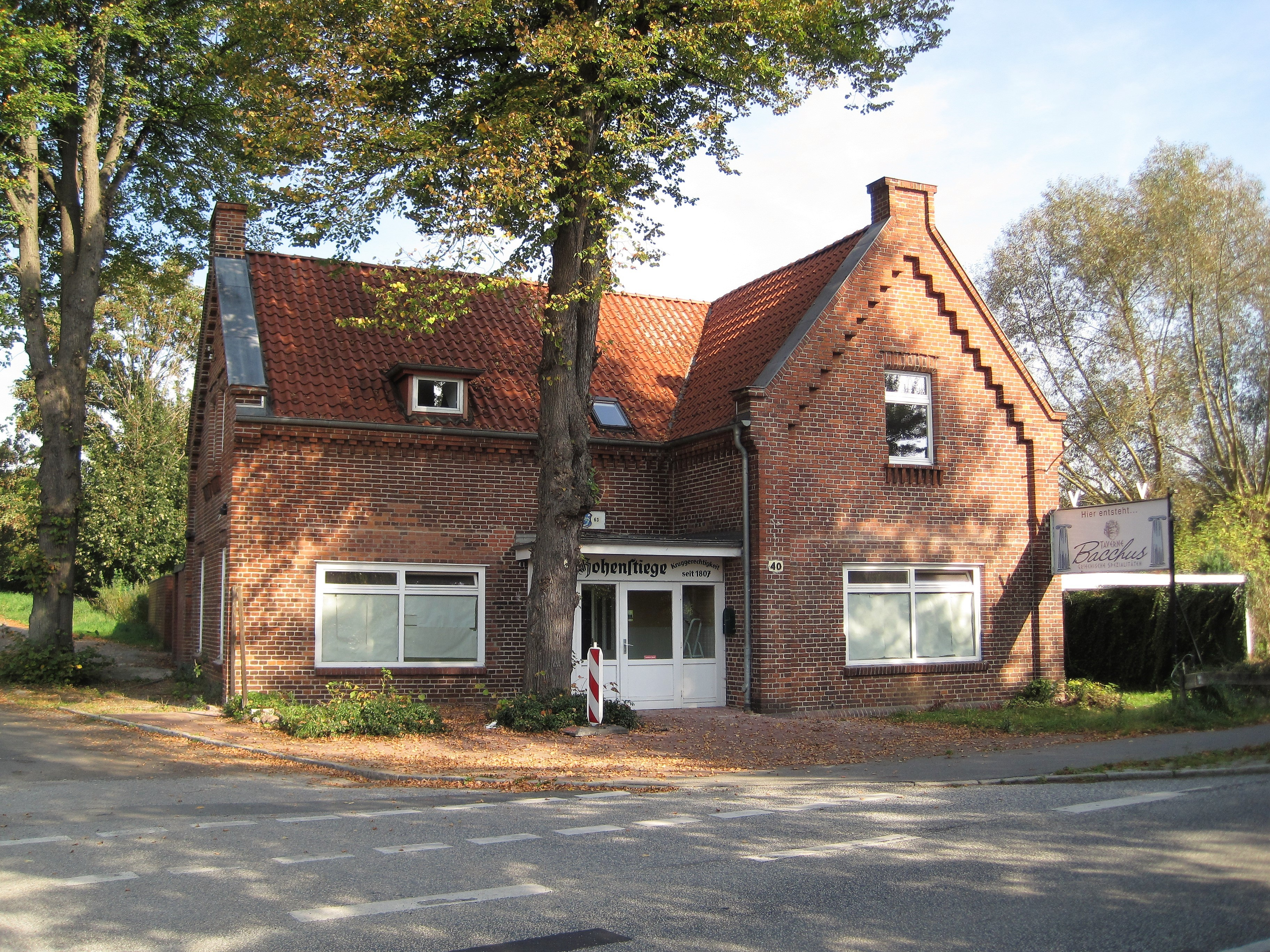
Hohenstiege

Als Pertinenz zu Padelügge ist das Krughaus Hohenstiege im Eigentum der Stiftung. Es liegt am linken Travenufer südwestlich von Lübeck an der Hamburger Straße, der früheren Lübeck-Hamburger Chaussee. Der Gartenbau der umliegenden Ländereien lieferte "einen Reichthum an Obst, vorzüglich an Erdbeeren und Kirschen", der Hohenstiege im 19. und 20. Jahrhundert zu einem beliebten Ausflugslokal machte. Das gegenwärtige Gasthaus stammt von 1863.

### Nachrichten über die Stiftung von Hennig Parcham
In den „Vaterstädtischen Blättern“ vom 19. Juli 1930 steht:
„Henning Parcham (kam) aus Treptow an der Rega, wo sein Vater die Geschicke dieser pommerschen Stadt als Bürgermeister leitete. Henning, ein unternehmungsfroher Mann, der nur 673 Gulden väterliches Erbgut mitbrachte, fand in Lübeck ein weiteres Feld seiner Betätigung als in seinem Heimatstädtchen, er gründete eine rasch aufblühende Reederei, handelte mit Salz und anderen Waren nach Pommern, Polen und Russland, aber auch nach Spanien und Portugal ja, er scheint sogar Viehhandel getrieben zu haben, denn im Jahre 1590 verkaufte er dem hießigen Marstall ein Pferd. Er kam zu einem ansehnlichen Vermögen und schon 1588 erwarb er das stattliche Haus Nr. 39 (alt 789) in der Breitenstraße mit dem dazugehörigen Hinterhaus in der Königsstraße Nr.663, und am 17.Mai 1596 für 20 000 (Mark Lübsch) das etwa 4 ½ Kilometer südwestlich von Lübeck entfernte schöne Landgut und Dorf Padelügge an der Trave. Er stand nun wirklich in einer Reihe mit den vornehmsten und begütersten Familien unserer Stadt, und seine Berufung in den Rat war für Niemand eine Überraschung. Man kannte ihn als weitblickenden Kaufmann... es muß bemerkt werden, dass er seine Kaufmannsgeschäfte dabei (trotz aller Arbeit im Rat der Stadt Lübeck, wobei er viel diplomatisches Geschick bewies, so dass er sogar mit einer Gesandtschaft nach Dänemark geschickt wurde) nicht vernachlässigte, doch hat er sich zweifellos überarbeitet und seine Gesundheit untergraben, denn er hatte erst das 50. Lebensjahr erreicht, als er am 16. Februar 1602 starb.“

## Die Stiftung heute
Die Parcham’sche Stiftung nimmt insofern eine Sonderstellung unter den Lübecker Stiftungen ein, als dass ihr Kapital und Einkommen vollständig aus Landbesitz herrührte. Während viele der historischen Stiftungen ihr Kapital in der Inflation der 1920er Jahre verloren, überstand die Parcham’sche Stiftung diese Zeit unbeschädigt. Der Wert der Stiftung wuchs noch einmal beträchtlich, als ein Gewerbegebiet entstand und die Autobahnen A 1 und dann A 20 durch das Gebiet des Gutes geführt wurden und die Stiftung für das Land entschädigt wurde. Um der Steuerkeule zu entgehen, wurde der Stiftungszweck nach 1945 mehrfach ausgeweitet, um als gemeinnützig anerkannt zu werden. Seitdem handelt es sich nicht mehr um eine reine Familienstiftung. So wirkt die Stiftung Henning Parchams von vor 400 Jahren bis heute fort.